# 青森市立戸山西小学校
青森市立戸山西小学校（あおもりしりつ とやまにししょうがっこう）は、青森県青森市蛍沢にある公立小学校である。

## 概要
青森市の東側、駒込地区にある小学校。進学先は学区内の青森市立戸山中学校。全校児童は211人（2024年度時点）。

## 沿革
- 1981年（昭和56年）
  - 4月1日 - 開校[3]。第一期生は、浜館小学校からの転籍児童26名、浜館小学校以外からの転入児童と新入生児童合わせて37名の計63名。また、当時の住所は、青森市大字駒込字蛍沢17番11号
  - 4月7日 - 開校式挙行。
  - 9月10日 - 校歌作詞完了。
  - 12月20日 - 校章制定、校歌作曲完了。
- 1982年（昭和57年）9月19日 - 開校1周年記念式典挙行。校旗樹立。
- 1983年（昭和58年）
  - 7月31日 - 水泳プール竣工。
  - 9月19日 - 庭園竣工。
- 1987年（昭和62年）4月6日 - 学級数増により、視聴覚室を一般教室に転用。
- 1988年（昭和63年）4月4日 - 図工室を一般教室に転用。
- 1989年（平成元年）4月1日 - 学区変更に伴い、浜館小学校から児童13名移籍。
- 1990年（平成2年）12月20日 - 3教室増築。
- 1993年（平成5年）
  - 4月4日 - 学級数増により、家庭科室と会議室を一般教室に転用。
  - 8月31日 - 普通教室8室・第二音楽室・家庭科室・室内温水プール竣工。
  - 10月14日 - 増築校舎の完成を祝う会が挙行された。
- 1994年（平成6年）4月1日 - 学級減により、一般教室を集会室に転用。

## 部活動

### 運動系
- 野球部[4]
- ミニバスケットボール部[4]
- 卓球部[4]

### 文化系
- 音楽部[4]

## 学区
沢山、駒込（字深沢、字月見野の一部、字螢沢の一部、字桐ノ沢の一部）、戸山（字赤坂の一部、字荒井の一部）

## 周辺
- 青森県道44号青森環状野内線[2]
- 戸山西公園
- 戸山市営住宅
- 赤川
  - 周辺ではないが、赤川をはさんだ対岸に青森市立戸山中学校がある。

## アクセス
- 青森市営バス「J20」（昭和大仏行）・「B1」（新町経由青森駅行）で、「戸山西小学校前」バス停[5]下車。

## 参考資料
- 『新青森市史 別編教育（別巻） 年表・学校沿革』（青森市・2000年3月発行）「学校沿革 （一）小学校」214頁「戸山西小学校 変遷」